# Borku
Borku eller Borkou är ett landskap i norra Tchad, på sydsidan av Tibestibergen, väster om Ennediplatån. Borku var tidigare en vasallstat under sultanatet Wadai, och besattes av franska trupper 1907. Den franska närvaron fortsatte även efter Tchads självständighet, ända fram till 1965.
Området är övervägande öken. I oaserna odlas dadlar, grönsaker och spannmål. Befolkningen består av berber och araber, de flesta nomader eller halvnomader.